# Plaça de l'Oli (Girona)
Plaça de l'Oli és una plaça situada al barri Vell de Girona esmentada amb aquest nom l'any 1368. El carrer del Sac, que després va perdre el seu nom i va quedar integrat en el conjunt de la plaça, ja és documentat des del segle XV. El carrer del Sac era i és el cul de sac que surt del costat de la porta de l'església del Carme en direcció est. Els registres de documents històrics on apareix el nom de la plaça indiquen que inicialment va servir de mercat de l'oli.

## Configuració
Té una forma de triangle irregular i s'hi arriba des del carrer Ciutadans i caminant en direcció nord, actualment està indicada com el punt d'intersecció entre els carrers Cort Reial (esquerra), del Sac i Pujada Sant Domènec (dreta), Ciutadans (sud) i Força (nord), però en realitat la Plaça de l'Oli és la petita plaça que hi ha arribant al final del carrer del Sac, el qual queda tancat per un edifici on hi ha unes oficines de la Diputació de Girona. Dins d'aquestes oficines es pot veure encara part d'una antiga façana del segle xiii al costat del qual circulava un carrer que, tot fent ziga-zagues, pujava fins a la zona de l'actual seminari.
En aquesta plaça hi afronten diverses cases senyorials:
Palau de CaramanyAl carrer de Carreras Peralta, situat a la plaça de l'Oli, hi ha el palau de Caramany, també conegut com la casa Pérez Xifra, un edifici senyorial dels segles XVI-XVIII que pertanyia originàriament a la família Caramany. Any de construcció: s.XVI-XVIII Estil arquitectònic: Renaixentista.

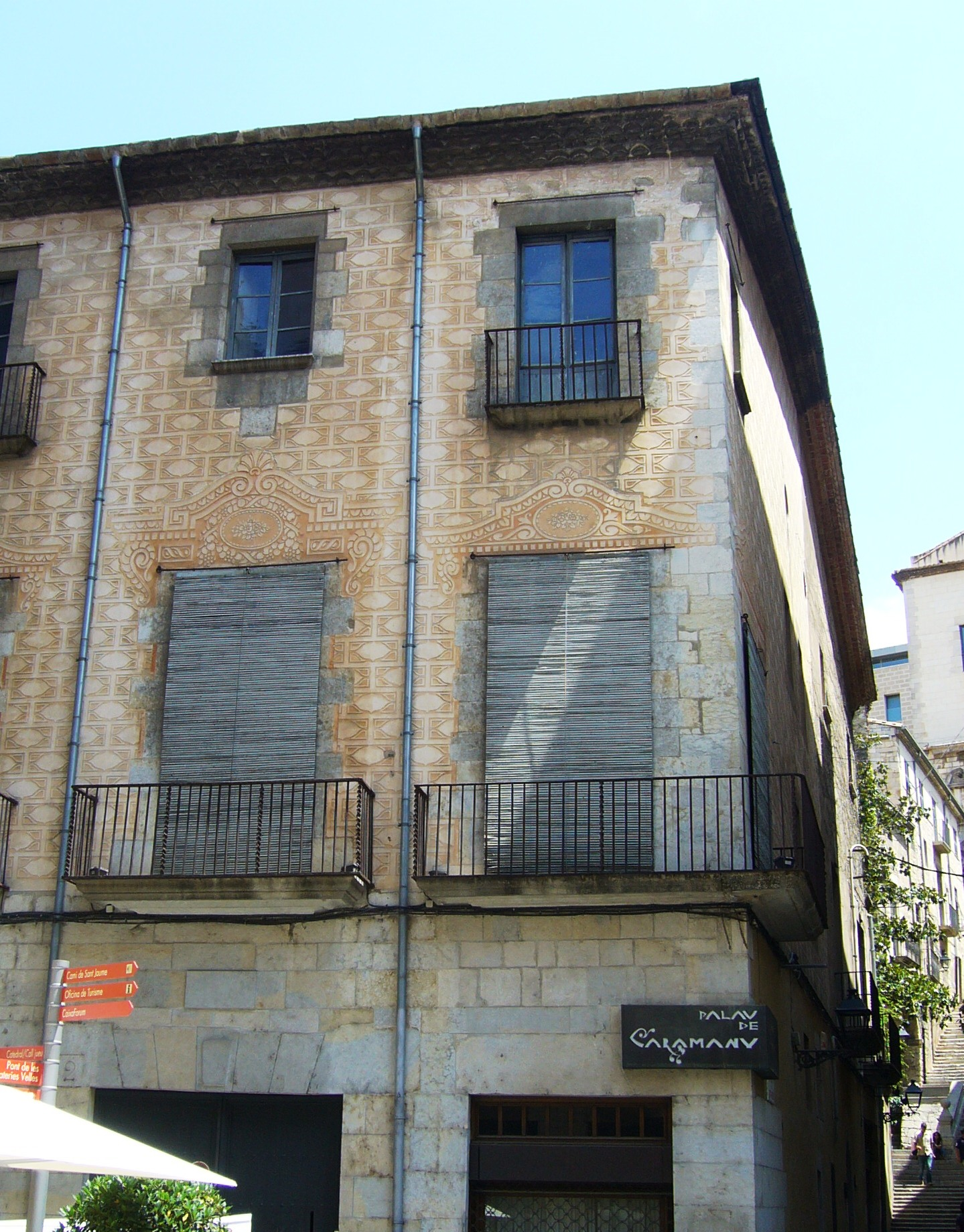
Antic Palau de Caramany

Casa de PolPl. de l'Oli, 1. Any de construcció: a mitjan s. XIX. Estil arquitectònic: Neoclassicisme-romàntic.
Casa propietat del Dr. Lluís Batlle i PratsCasa propietat del Dr. Lluís Batlle i Prats, que la té per herència materna, casa de nobles proporcions i amb sales molt ben decorades segons el gust de mitjans del segle passat.
Antic Casal de la plaça de l'OliPl. de l'Oli, 5. Any de construcció: s.XVI Estil arquitectònic: Obra popular.

## Història
Entre els segles XII i XIV es va produir a Girona un creixement urbà fora murs que va fer augmentar la superfície urbana cinc vegades i la població fins a nou vegades.
Al sud del carrer Ballesteries s'hi obria l'Areny (s'ubicava a l'espai comprès entre els actuals carrers Mercaders i la Rambla), zona en la qual se celebrava el mercat, aquesta zona es va urbanitzar intensament i va esdevenir el burg amb més pes demogràfic i comercial de Girona. L'expansió es va estendre fundant barris nous i va arribar a formar un gran espai urbà que s'estenia des de les Pedreres fins al riu Onyar i des de la plaça de l'Oli fins al començament del carrer del Carme.